# Make in Vietnam
"Make in Vietnam" là khẩu hiệu hành động của diễn đàn quốc gia về phát triển doanh nghiệp công nghệ Việt Nam. Diễn đàn được tổ chức lần đầu tiên bởi Bộ TT&TT với chủ đề "Khát vọng, tầm nhìn và định hướng phát triển vì một Việt Nam hùng cường" và khẩu hiệu hành động "Make in Vietnam".

## Nội dung
Nội hàm của "Make in Vietnam" là: Sáng tạo tại Việt Nam, thiết kế tại Việt Nam, Việt Nam làm chủ công nghệ và chủ động trong sản xuất. Doanh nghiệp công nghệ là hạt nhân để thực hiện khát vọng một dân tộc "hóa rồng" vào năm 2045. Dùng công nghệ của nhân loại để giải quyết vấn đề Việt Nam, bài toán Việt Nam và từ cái nôi Việt Nam, các doanh nghiệp công nghệ này sẽ đi ra toàn cầu, giải quyết các bài toán toàn cầu.